# Muttayyapuram
Muttayyapuram es una ciudad censal situada en el distrito de Thoothukudi en el estado de Tamil Nadu (India). Su población es de 32494 habitantes (2011). Se encuentra a 8 km de Thoothukudi y a 54 km de Tirunelveli.

## Demografía
Según el censo de 2011 la población de Muttayyapuram era de 32494 habitantes, de los cuales 16823 eran hombres y 15671 eran mujeres. Muttayyapuram tiene una tasa media de alfabetización del 87,09%, superior a la media estatal del 80,09%: la alfabetización masculina es del 92,08%, y la alfabetización femenina del 81,77%.